# 2006-os labdarúgó-világbajnokság-selejtező (UEFA – 6. csoport)
A 2006-os labdarúgó-világbajnokság európai 6. selejtezőcsoportjának mérkőzéseit, és a csoport végeredményét tartalmazó lapja. A csoportban körmérkőzéses, oda-visszavágós rendszerben játszottak egymással a labdarúgó-válogatottak. A csoportelső automatikus résztvevője lett a 2006-os labdarúgó-világbajnokságnak.
A csoportban Anglia, Ausztria, Azerbajdzsán, Észak-Írország, Lengyelország és Wales szerepelt.
A csoportot Anglia nyerte és kijutott a 2006-os világbajnokságra, míg Lengyelország szerezte meg a második helyet és szintén kijutott a világbajnokságra. 

## Tabella
| Hely. | Csapat         | M  | Gy | D | V | G+ | G– | Gk  | P  | Továbbjutás                         |     | Anglia | Lengyelország | Ausztria | Észak-Írország | Wales | Azerbajdzsán |
| ----- | -------------- | -- | -- | - | - | -- | -- | --- | -- | ----------------------------------- | --- | ------ | ------------- | -------- | -------------- | ----- | ------------ |
| 1.    | Anglia         | 10 | 8  | 1 | 1 | 17 | 5  | +12 | 25 | Kijutott a 2006-os világbajnokságra |     | —      | 2–1           | 1–0      | 4–0            | 2–0   | 2–0          |
| 2.    | Lengyelország  | 10 | 8  | 0 | 2 | 27 | 9  | +18 | 24 | Kijutott a 2006-os világbajnokságra |     | 1–2    | —             | 3–2      | 1–0            | 1–0   | 8–0          |
| 3.    | Ausztria       | 10 | 4  | 3 | 3 | 15 | 12 | +3  | 15 |                                     |     | 2–2    | 1–3           | —        | 2–0            | 1–0   | 2–0          |
| 4.    | Észak-Írország | 10 | 2  | 3 | 5 | 10 | 18 | −8  | 9  |                                     | 1–0 | 0–3    | 3–3           | —        | 2–3            | 2–0   |              |
| 5.    | Wales          | 10 | 2  | 2 | 6 | 10 | 15 | −5  | 8  |                                     | 0–1 | 2–3    | 0–2           | 2–2      | —              | 2–0   |              |
| 6.    | Azerbajdzsán   | 10 | 0  | 3 | 7 | 1  | 21 | −20 | 3  |                                     | 0–1 | 0–3    | 0–0           | 0–0      | 1–1            | —     |              |

## Mérkőzések
| 2004. szeptember 4. 15:00 |

| Észak-Írország | 0–3         | Lengyelország                            |
| -------------- | ----------- | ---------------------------------------- |
|                | Jegyzőkönyv | Żurawski 4' Włodarczyk 36' Krzynówek 56' |

| Windsor Park, Belfast Nézőszám: 12,487 Játékvezető: Jan Wegereef (holland) |

| 2004. szeptember 4. 20:30 |

| Ausztria                    | 2–2         | Anglia                  |
| --------------------------- | ----------- | ----------------------- |
| Kollmann 71' Ivanschitz 72' | Jegyzőkönyv | Lampard 24' Gerrard 65' |

| Ernst Happel Stadion, Bécs Nézőszám: 48,000 Játékvezető: Ľuboš Micheľ (szlovák) |

| 2004. szeptember 4. 21:00 |

| Azerbajdzsán | 1–1         | Wales     |
| ------------ | ----------- | --------- |
| Sadygov 55'  | Jegyzőkönyv | Speed 47' |

| Tofik Bahramov Stadion, Baku Nézőszám: 8,000 Játékvezető: Edo Trivković (horvát) |

| 2004. szeptember 8. 20:00 |

| Wales                    | 2–2         | Észak-Írország        |
| ------------------------ | ----------- | --------------------- |
| Hartson 32' Earnshaw 74' | Jegyzőkönyv | Whitley 10' Healy 21' |

| Millennium Stadion, Cardiff Nézőszám: 63,500 Játékvezető: Domenico Messina (olasz) |

| 2004. szeptember 8. 20:30 |

| Lengyelország | 1–2         | Anglia                         |
| ------------- | ----------- | ------------------------------ |
| Żurawski 47'  | Jegyzőkönyv | Defoe 36' Głowacki 57' (öngól) |

| Stadion Śląski, Chorzów Nézőszám: 30,000 Játékvezető: Stefano Farina (olasz) |

| 2004. szeptember 8. 20:30 |

| Ausztria                 | 2–0         | Azerbajdzsán |
| ------------------------ | ----------- | ------------ |
| Stranzl 23' Kollmann 44' | Jegyzőkönyv |              |

| Ernst Happel Stadion, Bécs Nézőszám: 26,400 Játékvezető: Lawrence Sammut (máltai) |

| 2004. október 9. 15:00 |

| Anglia                 | 2–0         | Wales |
| ---------------------- | ----------- | ----- |
| Lampard 4' Beckham 76' | Jegyzőkönyv |       |

| Old Trafford, Manchester Nézőszám: 65,224 Játékvezető: Terje Hauge (norvég) |

| 2004. október 9. 20:30 |

| Ausztria   | 1–3         | Lengyelország                            |
| ---------- | ----------- | ---------------------------------------- |
| Schopp 30' | Jegyzőkönyv | Kałużny 10' Krzynówek 78' Frankowski 90' |

| Ernst Happel Stadion, Bécs Nézőszám: 46,100 Játékvezető: Lucílio Batista (portugál) |

| 2004. október 9. 21:30 |

| Azerbajdzsán | 0–0         | Észak-Írország |
| ------------ | ----------- | -------------- |
|              | Jegyzőkönyv |                |

| Tofik Bahramov Stadion, Baku Nézőszám: 6,460 Játékvezető: Hanacsek Attila (magyar) |

| 2004. október 13. 19:45 |

| Észak-Írország                    | 3–3         | Ausztria                   |
| --------------------------------- | ----------- | -------------------------- |
| Healy 36' Murdock 58' Elliott 93' | Jegyzőkönyv | Schopp 14' 72' Mayrleb 59' |

| Windsor Park, Belfast Nézőszám: 11,810 Játékvezető: Mark Shield (ausztrál) |

| 2004. október 13. 20:00 |

| Wales                    | 2–3         | Lengyelország                             |
| ------------------------ | ----------- | ----------------------------------------- |
| Earnshaw 56' Hartson 90' | Jegyzőkönyv | Frankowski 72' Żurawski 81' Krzynówek 85' |

| Millennium Stadion, Cardiff Nézőszám: 56,685 Játékvezető: Alain Sars (francia) |

| 2004. október 13. 21:30 |

| Azerbajdzsán | 0–1         | Anglia   |
| ------------ | ----------- | -------- |
|              | Jegyzőkönyv | Owen 22' |

| Tofik Bahramov Stadion, Baku Nézőszám: 17,000 Játékvezető: Alain Hamer (luxemburgi) |

| 2005. március 26. 15:00 |

| Wales | 0–2         | Ausztria               |
| ----- | ----------- | ---------------------- |
|       | Jegyzőkönyv | Vastić 81' Stranzl 85' |

| Millennium Stadion, Cardiff Nézőszám: 47,760 Játékvezető: Paul Allaerts (belga) |

| 2005. március 26. 15:00 |

| Anglia                               | 4–0         | Észak-Írország |
| ------------------------------------ | ----------- | -------------- |
| J. Cole 47' Owen 52' 54' Lampard 62' | Jegyzőkönyv |                |

| Old Trafford, Manchester Nézőszám: 62,239 Játékvezető: Wolfgang Stark (német) |

| 2005. március 26. 18:00 |

| Lengyelország                                                                            | 8–0         | Azerbajdzsán |
| ---------------------------------------------------------------------------------------- | ----------- | ------------ |
| Frankowski 12' 63' 66' Hacıyev 16' (öngól) Kosowski 40' Krzynówek 72' Saganowski 84' 90' | Jegyzőkönyv |              |

| Lengyel Hadsereg Stadion, Varsó Nézőszám: 9,000 Játékvezető: Nicolai Vollquartz (dán) |

| 2005. március 30. 19:45 |

| Anglia                  | 2–0         | Azerbajdzsán |
| ----------------------- | ----------- | ------------ |
| Gerrard 51' Beckham 62' | Jegyzőkönyv |              |

| St James’ Park, Newcastle upon Tyne Nézőszám: 49,046 Játékvezető: Paulo Costa (portugál) |

| 2005. március 30. 20:00 |

| Lengyelország | 1–0         | Észak-Írország |
| ------------- | ----------- | -------------- |
| Żurawski 87'  | Jegyzőkönyv |                |

| Lengyel Hadsereg Stadion, Varsó Nézőszám: 13,515 Játékvezető: Peter Fröjdfeldt (svéd) |

| 2005. március 30. 20:30 |

| Ausztria      | 1–0         | Wales |
| ------------- | ----------- | ----- |
| Aufhauser 87' | Jegyzőkönyv |       |

| Ernst Happel Stadion, Bécs Nézőszám: 29,500 Játékvezető: Manuel Mejuto González (spanyol) |

| 2005. június 4. 20:00 |

| Azerbajdzsán | 0–3         | Lengyelország                        |
| ------------ | ----------- | ------------------------------------ |
|              | Jegyzőkönyv | Frankowski 28' Kłos 57' Żurawski 81' |

| Tofik Bahramov Stadion, Baku Nézőszám: 10,458 Játékvezető: Alberto Undiano Mallenco (spanyol) |

| 2005. szeptember 3. 15:00 |

| Észak-Írország         | 2–0         | Azerbajdzsán |
| ---------------------- | ----------- | ------------ |
| Elliott 60' Feeney 84' | Jegyzőkönyv |              |

| Windsor Park, Belfast Nézőszám: 12,000 Játékvezető: Dejan Stanišić (Szerbia és Montenegró-i) |

| 2005. szeptember 3. 15:00 |

| Wales | 0–1         | Anglia      |
| ----- | ----------- | ----------- |
|       | Jegyzőkönyv | J. Cole 54' |

| Millennium Stadion, Cardiff Nézőszám: 70,715 Játékvezető: Valentyin Ivanov (orosz) |

| 2005. szeptember 3. 20:30 |

| Lengyelország                          | 3–2         | Ausztria     |
| -------------------------------------- | ----------- | ------------ |
| Smolarek 13' Kosowski 22' Żurawski 67' | Jegyzőkönyv | Linz 61' 80' |

| Stadion Śląski, Chorzów Nézőszám: 40,000 Játékvezető: Massimo de Santis (olasz) |

| 2005. szeptember 7. 19:45 |

| Észak-Írország | 1–0         | Anglia |
| -------------- | ----------- | ------ |
| Healy 74'      | Jegyzőkönyv |        |

| Windsor Park, Belfast Nézőszám: 14,069 Játékvezető: Massimo Busacca (svájci) |

| 2005. szeptember 7. 20:30 |

| Lengyelország           | 1–0         | Wales |
| ----------------------- | ----------- | ----- |
| Żurawski 54' (11-esből) | Jegyzőkönyv |       |

| Lengyel Hadsereg Stadion, Varsó Nézőszám: 13,500 Játékvezető: Claus Bo Larsen (dán) |

| 2005. szeptember 7. 21:00 |

| Azerbajdzsán | 0–0         | Ausztria |
| ------------ | ----------- | -------- |
|              | Jegyzőkönyv |          |

| Tofik Bahramov Stadion, Baku Nézőszám: 2,800 Játékvezető: Johan Verbist (belga) |

| 2005. október 8. 14:00 |

| Észak-Írország          | 2–3         | Wales                             |
| ----------------------- | ----------- | --------------------------------- |
| Gillespie 47' Davis 50' | Jegyzőkönyv | Davies 27' Robinson 37' Giggs 81' |

| Windsor Park, Belfast Nézőszám: 13,451 Játékvezető: Ruud Bossen (holland) |

| 2005. október 8. 16:00 |

| Anglia                 | 1–0         | Ausztria |
| ---------------------- | ----------- | -------- |
| Lampard 24' (11-esből) | Jegyzőkönyv |          |

| Old Trafford, Manchester Nézőszám: 64,822 Játékvezető: Luis Medina Cantalejo (spanyol) |

| 2005. október 12. 19:45 |

| Wales        | 2–0         | Azerbajdzsán |
| ------------ | ----------- | ------------ |
| Giggs 3' 51' | Jegyzőkönyv |              |

| Millennium Stadion, Cardiff Nézőszám: 32,628 Játékvezető: Martin Hansson (svéd) |

| 2005. október 12. 19:45 |

| Anglia               | 2–1         | Lengyelország    |
| -------------------- | ----------- | ---------------- |
| Owen 44' Lampard 81' | Jegyzőkönyv | Frankowski 45+1' |

| Old Trafford, Manchester Nézőszám: 65,467 Játékvezető: Kim Milton Nielsen (dán) |

| 2005. október 12. 20:30 |

| Ausztria          | 2–0         | Észak-Írország |
| ----------------- | ----------- | -------------- |
| Aufhauser 44' 90' | Jegyzőkönyv |                |

| Ernst Happel Stadion, Bécs Nézőszám: 12,500 Játékvezető: Athanásziosz Briákosz (görög) |

## Góllövőlista
| 7 gólos - Tomasz Frankowski - Maciej Żurawski 5 gólos - Frank Lampard 4 gólos - Michael Owen - Jacek Krzynówek 3 gólos - René Aufhauser - Markus Schopp - David Healy - Ryan Giggs 2 gólos - Roland Kollmann - Roland Linz - Martin Stranzl - David Beckham - Joe Cole - Steven Gerrard - Stuart Elliott - Kamil Kosowski - Marek Saganowski - Robert Earnshaw - John Hartson | 1 gólos - Andreas Ivanschitz - Christian Mayrleb - Ivica Vastić - Rəşad Sadıqov - Jermain Defoe - Steven Davis - Warren Feeney - Keith Gillespie - Colin Murdock - Jeff Whitley - Euzebiusz Smolarek - Radosław Kałużny - Tomasz Kłos - Piotr Włodarczyk - Simon Davies - Carl Robinson - Gary Speed 1 öngólos - Aftandil Hacıyev (Lengyelország ellen) - Arkadiusz Głowacki (Anglia ellen) |